# Sierra de Bernia
Sierra de Bernia är en ås i Spanien. Den ligger i provinsen Provincia de Alicante och regionen Valencia, i den östra delen av landet, 400 km sydost om huvudstaden Madrid.